# Liebestod
Der Liebestod ist ein literarisches Motiv, das mit Richard Wagners Musikdrama Tristan und Isolde (1859) in Verbindung gebracht wird. Die Protagonisten der Oper sehnen den Tod als Vollendung ihrer gesellschaftlich unmöglichen, da ehebrecherischen Liebe herbei.

## Richard Wagner
Am Schluss der Oper, nachdem Tristan nach langem Siechtum aufgrund einer Verwundung gestorben ist, sinkt auch Isolde über seiner Leiche zusammen. Ihr Sologesang am Schluss, das allgemein unter dem Titel „Isoldes Liebestod“ bekannt ist, nannte Wagner selbst jedoch zunächst „Isoldes Verklärung“. Den Begriff des Liebestodes nutzte Wagner erstmals in seinem Arrangement von Vorspiel und Schlussszene als instrumentales Orchesterstück "Tristan und Isolde – Vorspiel und Liebestod". Darüber hinaus bezeichnet auch das Libretto die Körper der dahingesunkenen Isolde und Tristans als „Leichen“, was darauf hinweist, dass Isolde im Tod tatsächlich die ersehnte Vereinigung mit Tristan erreicht hat.

## Vorgeschichte
Die literarische Vorlage, Gottfried von Straßburgs mittelalterliche Verserzählung Tristan und Isolde (um 1210), ist ein Fragment geblieben. Der gemeinsame Tod des Liebespaars stammt aus Heinrich von Freibergs Feder (um 1290). Allerdings lässt er eine Warnung vor den Gefahren der weltlichen Liebe folgen.
Shakespeare übernimmt mit dem (vordergründig) gerechten Tod von Romeo und Julia (1595) noch das Motiv der betrogenen Betrüger aus der mittelalterlichen Moralität. Der Freitod war nach christlicher Vorstellung ein Gipfel der Selbstherrlichkeit – unter der Voraussetzung, dass der Tod eine Gnade sei und man sich eine Gnade nicht selbst geben könne. Daher spielte das Motiv des Liebestods im Zuge der Auflehnung gegen die Vanitas seit Ende des 18. Jahrhunderts eine Rolle.
Seit dem späteren 18. Jahrhundert geschah eine Befreiung von religiösen Vorstellungen. Goethes Roman Die Leiden des jungen Werthers (1774), in dem sich ein unglücklich Liebender umbringt, löste einen Werther-Effekt aus. Auch der Freitod des Dichters Heinrich von Kleist zusammen mit Henriette Vogel 1811 wird oft mit dem Motiv des Liebestods in Zusammenhang gebracht.
Auf der Opernbühne entfaltete der Liebestod eine eigenständige Tradition, seit man Gegenmodelle zur aristokratischen Tragödie suchte. Eine melodramatische Version findet sich bereits in Peter von Winters Lenardo und Blandine (1779). Ein wesentliches Vorbild für Wagner war Vincenzo Bellinis I Capuleti e i Montecchi (1830), eine Oper, die er schon in Riga dirigiert hatte. Auch im Spätwerk Giuseppe Verdis (Otello, Aida) ist der Liebestod als zentrales Motiv hervorgehoben worden.

## Rezeption
1914 war der künstlerische Kulminationspunkt des österreichischen Malers Oskar Kokoschka das Gemälde »Die Windsbraut«, das den Maler mit seiner Geliebten Alma Mahler ineinander verschlungen in einer Barke auf stürmischer See zeigt. Das Bild hieß zunächst »Tristan und Isolde«, der Titel von Alma Mahlers Lieblingsoper, die auch die erste Begegnung zwischen Alma und Kokoschka am 12. April 1912 im Haus von Almas Stiefvater Carl Moll begleitete, als Alma Kokoschka »Isoldes Liebestod« auf dem Klavier vorspielte, bevor er sie plötzlich leidenschaftlich umarmte.
Während seines gesamten Films Patriotismus (1966) lässt Yukio Mishima eine alte Schallplattenaufnahme von Wagners Liebestod im Hintergrund erklingen. Thematisiert wird der gemeinsame Suizid eines Militärs und seiner Frau nach dem Putschversuch in Japan vom 26. Februar 1936.
In der Oper Der Kommissar von Jury Everhartz entdeckt der Kommissar in sich selbst den gesuchten Mörder zur Musik von Wagners Liebestod (2002).
Als Symbol für gemeinsamen Untergang ohne den Vordergrund einer individuellen Liebesbeziehung steht dieselbe Musik in Lars von Triers Melancholia (2011).